# Parapsyche tchandratchuda
Parapsyche tchandratchuda är en nattsländeart som beskrevs av Schmid 1968. Parapsyche tchandratchuda ingår i släktet Parapsyche och familjen ryssjenattsländor. Inga underarter finns listade i Catalogue of Life.